# Pole centralne

Słońce wytwarza pole sił grawitacyjnych, które jest polem centralnym: wektory sił są skierowane ku Słońcu.

Pole centralne – pole wektorowe, które jest symetryczne ze względu na obrót o dowolny kąt wokół punktu centralnego. Wektor {\displaystyle {\vec {A}}({\vec {r}})} pola centralnego w punkcie {\displaystyle {\vec {r}}} przestrzeni leży na prostej łączącej ten punkt z punktem centralnym. Punkt centralny nazywany jest centrum pola.

## Definicja pola centralnego
Jeżeli początek układu współrzędnych umieści się w centrum pola, to
{\displaystyle {\vec {A}}({\vec {r}})=f(r){\frac {\vec {r}}{r}}.}
gdzie {\displaystyle f(r)} jest dowolną funkcją skalarną zależną jedynie od odległości {\displaystyle r} od centrum pola; wartość wektora pola jest więc identyczna dla wszystkich punktów położonych w równej odległości od centrum; gdy funkcja {\displaystyle f(r)} jest dodatnia, to wektory pola w odległości {\displaystyle r} są ułożone na sferze o promieniu {\displaystyle r} i są skierowane od centrum; gdy funkcja {\displaystyle f(r)} jest ujemna – to wektory pola są skierowane do centrum.
Np. dla pola grawitacyjnego wektor siły, jaką ciało o masie M – źródło pola, działa na ciało o masie m umieszczone w polu, ma postać:
{\displaystyle {\vec {F}}_{z}(r)={\frac {GmM}{r^{2}}}{\frac {\vec {r}}{r}}.}
Zakłada się przy tym, że źródło pola jest nieruchome, ze względu na znacznie większą masę (np. masa Słońca jest ponad 300 000 razy większa niż masa Ziemi).

## Przykłady pól centralnych
- Pole grawitacyjne wytworzone przez spoczywający punkt materialny lub masę jednorodną o kształcie kuli.
- Pole elektryczne wytworzone przez spoczywający ładunek punktowy lub jednorodnie naelektryzowaną sferę lub kulę.
- Pole sił sprężystych wytwarzanych np. przez rozciąganą lub zgniataną sprężynę lub inny układ drgający.

## Własności pola centralnego[1]
- linie pola są półprostymi wychodzącymi z centrum pola
- pole centralne jest bezwirowe
- pole centralne jest polem potencjalnym
- powierzchnie o jednakowym potencjale (ekwipotencjalne) są sferami o środku w centrum pola
- jedynym polem centralnym, którego dywergencja zanika (czyli bezźródłowym) wszędzie, poza punktem centralnym, jest pole mające postać {\displaystyle {\frac {C}{r^{2}}},} gdzie C jest stałą.